# TS Galaxy
TS Galaxy FC este un club profesionist de fotbal din Africa de Sud cu sediul în Kameelrivier, lângă Siyabuswa, din provincia Mpumalanga.

## Istoria Clubului
Clubul a fost fondat în 2015 și poartă numele proprietarului său, Tim Sukazi. Clubul începe activitatea în divizia a treia din Africa de Sud. În mai 2018, Tim Sukazi a cumpărat licența ligii NFD de la Cape Town All Stars, pentru a juca echipa sa în liga a doua, iar All Stars să joace în liga a treia. În 18 mai 2019, a devenit prima echipă din ligiile inferioare care a câștigat Cupa Nedbank. Pe atunci, TS Galaxy evolua în liga a doua NFD, sezon la sfârșitul căruia a terminat pe locul al optulea.
În prezent echipa evoluează în prima ligă Premier Soccer League, deși nu a terminat pe un loc de promovare cu un sezon în urmă, proprietarul clubului cumpără din nou o altă licență, de această dată aceea de PSL de la clubul Highlands Park, pentru a-și vedea visul împlinit, acela ca echipa sa, să joace în cel mai puternic campionat din Africa de Sud.
Singura participare în cupele africane din istoria sa de până acum, este la Cupa Confederației în sezonul 2019-2020, unde în runda play-off este eliminată de clubul nigerian Enyimba Internațional, scor 4 - 1 la general.

### Palmares
| Național | Competiții          | Cea mai bună clasare | Sezoane |
| -------- | ------------------- | -------------------- | ------- |
| Național | Cupa Africii de Sud | Campioni :           | 2019    |

## Cupa
| An         | Club Sportiv | Scor       | Adversar      |        | An        | Club Sportiv | Scor          | Adversar |
| Semifinala | Semifinala   | Semifinala | Semifinala    | Finala | Finala    | Finala       | Finala        |          |
| ---------- | ------------ | ---------- | ------------- | ------ | --------- | ------------ | ------------- | -------- |
| 2019       | TS Galaxy    | 3 - 1      | Golden Arrows | 2019   | TS Galaxy | 1 - 0        | Kaizer Chiefs |          |

## CAF
| Sezon   | Competiție             | Runda       | Acasă | Scor  | Deplasare | Adversar         |
| ------- | ---------------------- | ----------- | ----- | ----- | --------- | ---------------- |
| 2019/20 | Cupa Confederației CAF | Preliminară | 1 - 0 | 2 - 0 | 1 - 0     | Saint Louis Suns |
| 2019/20 | Cupa Confederației CAF | Prima       | 1 - 0 | 4 - 1 | 3 - 1     | CNaPS Sport      |
| 2019/20 | Cupa Confederației CAF | Play-off    | 1 - 2 | 1 - 4 | 0 - 2     | Enyimba          |